# Prosoplecta uniformis
Prosoplecta uniformis är en kackerlacksart som först beskrevs av Morgan Hebard 1929.  Prosoplecta uniformis ingår i släktet Prosoplecta och familjen småkackerlackor.
Artens utbredningsområde är Singapore. Inga underarter finns listade i Catalogue of Life.